# احضار موهان جوشی
احضار موهان جوشی (به هندی: Mohan Joshi Hazir Ho!) فیلمی محصول سال ۱۹۸۴ و به کارگردانی سعید اختر میرزا است. در این فیلم بازیگرانی همچون نصیرالدین شاه، دیپیتی نوال، بیشام ساهنی، دینا پاتک، روهینی هاتانگادی، پانکاج کاپور، امجد خان، ساتیش شاه ایفای نقش کرده‌اند.